# Elezioni parlamentari in Finlandia del 1958
Le elezioni parlamentari in Finlandia del 1958 si tennero il 6 e il 7 gennaio per il rinnovo dell'Eduskunta. Esse furono vinte dalla Lega Democratica Popolare Finlandese, un partito di estrazione comunista.
L'esito elettorale, tuttavia, non consentì ai comunisti di prendere le redini del governo finlandese: primo ministro infatti divenne il socialdemocratico Karl-August Fagerholm (seppur con una fragilissima maggioranza) mentre Presidente della Repubblica restò Urho Kekkonen della Lega Agraria.

## Risultati
| Liste                                | Voti      | %     | Seggi |
| ------------------------------------ | --------- | ----- | ----- |
| Lega Democratica Popolare Finlandese | 450.220   | 23,16 | 50    |
| Partito Socialdemocratico Finlandese | 449.536   | 23,12 | 48    |
| Lega Agraria                         | 448.364   | 23,06 | 48    |
| Partito di Coalizione Nazionale      | 297.094   | 15,28 | 29    |
| Partito Popolare Svedese             | 126.365   | 6,50  | 13    |
| Partito Popolare Finlandese          | 114.617   | 5,90  | 8     |
| Opposizione Socialdemocratica        | 33.947    | 1,75  | 3     |
| Lega Liberale                        | 6.424     | 0,33  | –     |
| Partito Regionale dell'Åland         | 5.487     | 0,28  | 1     |
| Altri                                | 242       | 0,01  | –     |
| Totale                               | 1.944.235 |       | 200   |